# KNVB-Pokal 2005/06
Der KNVB-Pokal 2005/06 (auch Gatorade Cup) war die 88. Auflage des niederländischen Fußball-Pokalwettbewerbs. An ihr nahmen die 18 Mannschaften der Eredivisie, die 19 Teams der Eerste Divisie und 50 Vertreter aus dem Amateurbereich teil.
Pokalsieger wurde Ajax Amsterdam. Das Team setzte sich im Finale gegen Titelverteidiger PSV Eindhoven durch.

## Modus
Alle Runden wurden im K.-o.-System durchgeführt. Bei unentschiedenem Ausgang gab es eine Verlängerung von zweimal 15 Minuten und gegebenenfalls ein Elfmeterschießen.

## Teilnehmende Teams
| Eredivisie (18) | Eredivisie (18) | Eerste Divisie (19) | Eerste Divisie (19) |
| --- | --- | --- | --- |
| - Ajax Amsterdam - PSV Eindhoven - Feyenoord Rotterdam - AZ Alkmaar - SC Heerenveen - Willem II Tilburg - ADO Den Haag - FC Groningen - NAC Breda                                                    | - NEC Nijmegen - Roda JC Kerkrade - RBC Roosendaal - FC Twente Enschede - FC Utrecht - Vitesse Arnheim - RKC Waalwijk - Heracles Almelo ▲ - Sparta Rotterdam ▲                                                            | - FC Den Bosch ▼ - BV De Graafschap ▼ - AGOVV Apeldoorn - Cambuur Leeuwarden - FC Dordrecht - FC Eindhoven - FC Emmen - Excelsior Rotterdam - Fortuna Sittard - Go Ahead Eagles               | - HFC Haarlem - Helmond Sport - MVV Maastricht - Stormvogels Telstar - TOP Oss - BV Veendam - VVV-Venlo - FC Volendam - FC Zwolle                                                                      |
| Amateure (50) | | | |
| - SV Argon - ACV Assen - ADO '20 Heemskerk - AFC Amsterdam - Ajax Amsterdam II - WSV Apeldoorn - ASWH - VV Baronie - Be Quick 1887 - Be Quick '28 - VV Caesar Beek - VV Capelle - RKSV DCG Amsterdam | - Drachtster Boys - EVV Echt - WKE Emmen - USV Elinkwijk - Excelsior Maassluis - Excelsior ’31 Rijssen - VV Gemert - Groesbeekse Boys - HSC ’21 Haaksbergen - Harkemase Boys - HSV Hoek - VV IJsselmeervogels - Jong Ajax | - Jong PSV - SC Joure - Kozakken Boys - VV Nijenrodes - NEC Nijmegen II - RKSV Nuenen - FC Omniworld - K.v.v. Quick Boys - Rijnsburgse Boys - RKSV Schijndel - OJC Rosmalen - RKSV Sparta '25 | - VV SHO - Ter Leede Sassenheim - Türkiyemspor Amsterdam - SV De Treffers - SV Triborgh - RKSV UDI ’19/Beter Bed - SC Unitas ’30 - SV Urk - FC Vinkenslag - VUC Den Haag - RKVV Westlandia - WHC Wezep |

## Vorrunde
| Datum      |                   | Ergebnis |                  |
| ---------- | ----------------- | -------- | ---------------- |
| 06.08.2005 | AFC Amsterdam (A) | 1:0      | Be Quick '28 (A) |

## 1. Runde
Teilnehmer: Der Sieger der Vorrunde, 12 Mannschaften der Eredivisie 2004/05 (Platz sechs bis neun und elf bis achtzehn), alle 19 Zweitligisten und 48 weitere Amateure.
| Datum      |                            | Ergebnis              |                           |
| ---------- | -------------------------- | --------------------- | ------------------------- |
| 06.08.2005 | ACV Assen (A)              | 1:3                   | FC Volendam (D)           |
| 06.08.2005 | Ajax Amsterdam II (A)      | 0:4                   | Go Ahead Eagles (D)       |
| 06.08.2005 | VV Caesar Beek (A)         | 0:5                   | ASWH (A)                  |
| 06.08.2005 | EVV Echt (A)               | 1:4                   | FC Dordrecht (D)          |
| 06.08.2005 | Harkemase Boys (A)         | 1:4                   | Vitesse Arnheim (E)       |
| 06.08.2005 | HSV Hoek (A)               | 0:3                   | FC Eindhoven (D)          |
| 06.08.2005 | HSC ’21 Haaksbergen (A)    | 3:0                   | Stormvogels Telstar (D)   |
| 06.08.2005 | SC Joure (A)               | 0:2                   | Jong Ajax (A)             |
| 06.08.2005 | Kozakken Boys (A)          | 0:4                   | RKC Waalwijk (E)          |
| 06.08.2005 | RKSV Nuenen (A)            | 0:8                   | Helmond Sport (D)         |
| 06.08.2005 | K.v.v. Quick Boys (A)      | 0:2 n. V.             | FC Twente Enschede (E)    |
| 06.08.2005 | SV Triborgh (E)            | 0:5                   | Roda JC Kerkrade (A)      |
| 06.08.2005 | Türkiyemspor Amsterdam (A) | 0:1                   | Rijnsburgse Boys (A)      |
| 06.08.2005 | RKSV UDI ’19/Beter Bed (A) | 0:0 n. V. (4:3 i. E.) | VV Capelle (A)            |
| 06.08.2005 | SV Urk (A)                 | 1:4                   | FC Omniworld (A)          |
| 06.08.2005 | FC Vinkenslag (A)          | 0:6                   | NAC Breda (E)             |
| 06.08.2005 | VUC Den Haag (A)           | 1:4 n. V.             | MVV Maastricht (D)        |
| 06.08.2005 | RKVV Westlandia (A)        | 1:1 n. V. (1:3 i. E.) | TOP Oss (D)               |
| 06.08.2005 | WKE Emmen (E)              | 1:4                   | Cambuur Leeuwarden (D)    |
| 06.08.2005 | VV IJsselmeervogels (A)    | 1:3                   | BV Veendam (D)            |
| 09.08.2005 | ADO '20 Heemskerk (A)      | 1:2                   | Excelsior ’31 Rijssen (A) |
| 09.08.2005 | AFC Amsterdam (A)          | 01:0 1                | BV De Graafschap (D)      |
| 09.08.2005 | SV Argon (A)               | 0:1                   | HFC Haarlem (D)           |
| 09.08.2005 | Be Quick 1887 (A)          | 2:3 n. V.             | AGOVV Apeldoorn (D)       |
| 09.08.2005 | RKSV DCG Amsterdam (A)     | 01:0 2                | Heracles Almelo (E)       |
| 09.08.2005 | Drachtster Boys (A)        | 0:3                   | WSV Apeldoorn (A)         |
| 09.08.2005 | USV Elinkwijk (A)          | 00:10                 | FC Utrecht (E)            |
| 09.08.2005 | Excelsior Maassluis (A)    | 2:1                   | FC Den Bosch (D)          |
| 09.08.2005 | VV Gemert (A)              | 2:1                   | RBC Roosendaal (E)        |
| 09.08.2005 | Groesbeekse Boys (A)       | 0:12                  | ADO Den Haag (E)          |
| 09.08.2005 | NEC Nijmegen II (A)        | 1:4                   | Excelsior Rotterdam (E)   |
| 09.08.2005 | VV Nijenrodes (A)          | 0:7                   | FC Zwolle (D)             |
| 09.08.2005 | OJC Rosmalen (A)           | 0:6                   | VVV-Venlo (E)             |
| 09.08.2005 | RKSV Schijndel (A)         | 0:5                   | Sparta Rotterdam (E)      |
| 09.08.2005 | VV SHO (A)                 | 01:0 3                | Jong PSV (A)              |
| 09.08.2005 | RKSV Sparta '25 (A)        | 0:7                   | NEC Nijmegen (E)          |
| 09.08.2005 | Ter Leede Sassenheim (A)   | 0:1                   | FC Groningen (E)          |
| 09.08.2005 | SV De Treffers (A)         | 2:1                   | VV Baronie (A)            |
| 09.08.2005 | SC Unitas ’30 (A)          | 0:4                   | Fortuna Sittard (D)       |
| 09.08.2005 | WHC Wezep (A)              | 3:4 n. V.             | FC Emmen (D)              |

(E) Eredivisie – (D) Erste Divisie – (A) Amateure

## 2. Runde
Teilnehmer: Die 40 Sieger der 1. Runde.
| Datum      |                         | Ergebnis              |                            |
| ---------- | ----------------------- | --------------------- | -------------------------- |
| 20.09.2005 | AFC Amsterdam (A)       | 1:1 n. V. (5:3 i. E.) | FC Omniworld (A)           |
| 20.09.2005 | FC Dordrecht (D)        | 3:0                   | VV Gemert (A)              |
| 20.09.2005 | FC Emmen (D)            | 2:1                   | RKSV UDI ’19/Beter Bed (A) |
| 20.09.2005 | Excelsior Rotterdam (D) | 2:5                   | NEC Nijmegen (E)           |
| 20.09.2005 | Excelsior Maassluis (A) | 1:4                   | VVV-Venlo (D)              |
| 20.09.2005 | Fortuna Sittard (D)     | 1:3                   | FC Twente Enschede (E)     |
| 20.09.2005 | HFC Haarlem (D)         | 1:3 n. V.             | MVV Maastricht (D)         |
| 20.09.2005 | Jong Ajax (A)           | 3:1                   | Cambuur Leeuwarden (D)     |
| 20.09.2005 | RKC Waalwijk (E)        | 4:1 n. V.             | TOP Oss (D)                |
| 20.09.2005 | FC Volendam (D)         | 3:2                   | BV Veendam (D)             |
| 20.09.2005 | WSV Apeldoorn (E)       | 0:2                   | Helmond Sport (E)          |
| 21.09.2005 | ASWH (A)                | 0:4                   | FC Utrecht (E)             |
| 21.09.2005 | RKSV DCG Amsterdam (A)  | 1:3                   | Go Ahead Eagles (D)        |
| 21.09.2005 | FC Groningen (E)        | 2:1                   | Sparta Rotterdam (E)       |
| 21.09.2005 | HSC ’21 Haaksbergen (A) | 0:2                   | FC Eindhoven (D)           |
| 21.09.2005 | Roda JC Kerkrade (E)    | 4:0                   | Rijnsburgse Boys (A)       |
| 21.09.2005 | SV De Treffers (A)      | 4:0                   | Excelsior ’31 Rijssen (A)  |
| 21.09.2005 | Vitesse Arnheim (E)     | 3:3 n. V. (5:6 i. E.) | AGOVV Apeldoorn (D)        |
| 21.09.2005 | FC Zwolle (D)           | 2:4                   | NAC Breda (E)              |
| 28.09.2005 | ADO Den Haag (E)        | 11:10                 | VV SHO (A)                 |

## 3. Runde
Teilnehmer: Die 20 Sieger der 2. Runde.
| Datum      |                     | Ergebnis              |                        |
| ---------- | ------------------- | --------------------- | ---------------------- |
| 25.10.2005 | AFC Amsterdam (A)   | 0:2                   | MVV Maastricht (D)     |
| 25.10.2005 | FC Dordrecht (D)    | 0:4                   | FC Volendam (D)        |
| 25.10.2005 | FC Eindhoven (D)    | 2:0                   | FC Emmen (D)           |
| 25.10.2005 | Go Ahead Eagles (D) | 0:1                   | Roda JC Kerkrade (E)   |
| 25.10.2005 | Helmond Sport (D)   | 1:0 n. V.             | SV De Treffers (D)     |
| 25.10.2005 | Jong Ajax (A)       | 1:0 n. V.             | AGOVV Apeldoorn (D)    |
| 26.10.2005 | FC Groningen (E)    | 3:0                   | ADO Den Haag (E)       |
| 26.10.2005 | NEC Nijmegen (E)    | 2:2 n. V. (5:4 i. E.) | NAC Breda (E)          |
| 26.10.2005 | RKC Waalwijk (E)    | 1:2 n. V.             | FC Twente Enschede (E) |
| 26.10.2005 | FC Utrecht (E)      | 1:2 n. V.             | VVV-Venlo (D)          |

## Achtelfinale
Teilnehmer: Die 10 Sieger der 3. Runde und die sechs Klubs der Eredivisie 2004/05, die im Europapokal spielten (Ajax, PSV, Feyenoord, SC Heerenveen, AZ, Willem II Tilburg) stiegen in dieser Runde ein.
| Datum      |                      | Ergebnis |                         |
| ---------- | -------------------- | -------- | ----------------------- |
| 20.12.2005 | SC Heerenveen (E)    | 2:0      | VVV-Venlo (D)           |
| 20.12.2005 | Helmond Sport (D)    | 2:1      | Jong Ajax (A)           |
| 20.12.2005 | MVV Maastricht (D)   | 3:1      | Willem II Tilburg (E)   |
| 20.12.2005 | PSV Eindhoven (E)    | 3:0      | FC Twente Enschede (E)  |
| 20.12.2005 | AZ Alkmaar (E)       | 2:0      | NEC Nijmegen (E)        |
| 21.12.2005 | Roda JC Kerkrade (E) | 1:0      | Feyenoord Rotterdam (E) |
| 22.12.2005 | FC Eindhoven (D)     | 1:6      | Ajax Amsterdam (E)      |
| 22.12.2005 | FC Groningen (E)     | 3:0      | FC Volendam (D)         |

## Viertelfinale
| Datum      |                   | Ergebnis |                      |
| ---------- | ----------------- | -------- | -------------------- |
| 31.01.2006 | AZ Alkmaar (E)    | 4:0      | MVV Maastricht (D)   |
| 31.01.2006 | Helmond Sport (D) | 0:2      | Roda JC Kerkrade (E) |
| 01.02.2006 | FC Groningen (E)  | 2:3      | PSV Eindhoven (E)    |
| 02.02.2006 | SC Heerenveen (E) | 0:3      | Ajax Amsterdam (E)   |

## Halbfinale
| Datum      |                    | Ergebnis  |                      |
| ---------- | ------------------ | --------- | -------------------- |
| 22.03.2006 | Ajax Amsterdam (E) | 4:1 n. V. | Roda JC Kerkrade (E) |
| 22.03.2006 | PSV Eindhoven (E)  | 2:0 n. V. | AZ Alkmaar (E)       |

## Finale
| Ajax Amsterdam                     | Ajax Amsterdam | PSV Eindhoven | PSV Eindhoven |
| ---------------------------------- | --- | --- | ------------- |
| Ajax Amsterdam                     | \| 7. Mai 2006 in Rotterdam (De Kuip) \| \| Ergebnis: 2:1 (0:0) \| \| Zuschauer: 30.770 \| \| Schiedsrichter: Pieter Vink \| \| Spielbericht \|                                                                                   | \| 7. Mai 2006 in Rotterdam (De Kuip) \| \| Ergebnis: 2:1 (0:0) \| \| Zuschauer: 30.770 \| \| Schiedsrichter: Pieter Vink \| \| Spielbericht \|                                                                                   | PSV Eindhoven |
| Ajax Amsterdam                     | Maarten Stekelenburg – Emmanuel Boakye, John Heitinga, Thomas Vermaelen, Urby Emanuelson – Tomáš Galásek , Wesley Sneijder, Nourdin Boukhari, Angelos Charisteas – Klaas-Jan Huntelaar, Markus Rosenberg Cheftrainer: Danny Blind | Heurelho Gomes – Michael Lamey, Eric Addo, André Ooijer, Michael Ball – Ibrahim Afellay (59. Arouna Koné), Timmy Simons, Phillip Cocu , Jefferson Farfán – Jan Vennegoor of Hesselink, DaMarcus Beasley Cheftrainer: Guus Hiddink | PSV Eindhoven |
| Ajax Amsterdam                     | 1:0 Klaas-Jan Huntelaar (48.) 2:0 Klaas-Jan Huntelaar (90.) | 1:1 Michael Lamey (53.) | PSV Eindhoven |
| Ajax Amsterdam                     | Thomas Vermaelen, Wesley Sneijder, Klaas-Jan Huntelaar | Michael Ball | PSV Eindhoven |
| Ajax Amsterdam                     | Tomáš Galásek (64.) | Michael Lamey (71.) | PSV Eindhoven |
| 7. Mai 2006 in Rotterdam (De Kuip) | | |               |
| Ergebnis: 2:1 (0:0)                | | |               |
| Zuschauer: 30.770                  | | |               |
| Schiedsrichter: Pieter Vink        | | |               |
| Spielbericht                       | | |               |